# 山口千弘
山口 千弘（やまぐち ちひろ、2007年8月20日 - ）は、東京都出身の、日本の柔道選手。階級は78kg超級。

## 経歴
柔道は4歳の時に姉の影響で、バルセロナオリンピック71㎏級金メダリストの古賀稔彦が主宰する古賀塾で始めた。福岡県の敬愛中学へ進むと、2年の時に全国中学校柔道大会個人戦70㎏超級で3位、団体戦では優勝した。3年の時には団体戦で3位だったが、個人戦で優勝した。敬愛高校1年の時には金鷲旗で2位となった。インターハイでは個人戦78㎏超級で2位、団体戦では3位になった。全国高校選手権の団体戦では2位だった。2年の時には金鷲旗とインターハイの団体戦で優勝した。全日本ジュニアでも優勝した。世界ジュニアの個人戦では3位だったが、団体戦で優勝した。講道館杯では3位となった。グランドスラム・東京では準々決勝でIJF名義で出場したロシアのエリス・スタルツェワに敗れるも、その後の3位決定戦でパリオリンピック銅メダリストである韓国のキム・ハユンを大内刈で破って3位になった。その後、所属が敬愛クラブとなった。2025年3月のグランドスラム・タシケントでは決勝まで進むも、中国のニウ・シンランとの対戦はケガのため棄権して2位にとどまった。4月の体重別では初戦で敗れた。
IJF世界ランキングは350ポイント獲得で72位(25/4/7現在)。

## 戦績
- 2021年 -　全国中学校柔道大会 個人戦(70㎏超級) 3位、団体戦 優勝
- 2022年 -　全国中学校柔道大会 個人戦(70㎏超級) 優勝、団体戦 3位
- 2023年 -　金鷲旗 2位
- 2023年 -　インターハイ 個人戦 2位、団体戦 3位
- 2024年 -　全国高校選手権 団体戦 2位
- 2024年 -　オーストリアジュニア国際 優勝
- 2024年 -　金鷲旗 優勝
- 2024年 -　インターハイ 団体戦 優勝
- 2024年　- 全日本ジュニア 優勝
- 2024年 -　世界ジュニア 個人戦 3位、団体戦 優勝
- 2024年 - 講道館杯 3位
- 2024年 - グランドスラム・東京 3位
- 2025年 - グランドスラム・タシケント　2位

(出典JudoInside.com)